# Decoded Feedback
Decoded Feedback ist ein Aggrotech- und Future-Pop-Musikprojekt aus Kanada, das 1995 von Marco Biagiotti (Gesang) und Yone Dudas (Keyboard, Programming) gegründet wurde.

## Geschichte
Decoded Feedback wurden durch den italienischen Sänger Marco Biagiotti und der aus Ungarn stammenden Keyboarderin Yone Dudas, beide wohnhaft in Kanada, gegründet. Nach einigen Demotapes veröffentlichten sie 1996 ihr erstes Werk „Overdosing“, mit dessen Hilfe sie einen Vertrag mit der deutschen Plattenfirma Zoth Ommog erwarben. Mit den nachfolgenden Alben „Technophoby“ (1997) und Bio-vital (1998) gelang ihnen der Durchbruch in der deutschen Elektro-Szene.
Im Folgejahr erschien das Album „EVOlution“, das neben Remixes auch einige neue Tracks in einem stark technoid geprägten Gewand präsentierte. Dieser Stil wurde 2000 auf dem Album „Mechanical Horizon“ fortgeführt, aufgrund des vermehrten Future-Pop-Einflusses zeigten sich Decoded Feedback in ihrer musikalischen Bandbreite vielseitiger. Der Track „Reflect In Silence“ wurde anschließend als Maxi ausgekoppelt.
Zwei Jahre später wurde das Debüt „Overdosing“ mit zwei Bonus-Remixes wiederveröffentlicht. Im Anschluss daran erschien die Vorab-Maxi „Phoenix“, 2003 gefolgt von dem Album „Shockwave“. „Shockwave“ übertraf die Erwartungen der Platzierungen in Deutschland und International. Zugleich verschreckten sie damit einen Teil ihrer früheren Fans, von denen das Album als stagnierend empfunden wurde.
2005 erschien der Longplayer „Combustion“. 2010 meldete sich die Band nach langer Pause mit dem Album „Aftermath“ zurück. Es folgten weitere Live-Auftritte und zwei weitere Alben bis 2016.
Im April 2018 wurde auf der Twitter- und Facebook-Seite der Band mitgeteilt, dass Sänger Marco Biagotti die Band verlassen hat und geplante Konzerte mit Gastsängern durchgeführt werden. Eine zuvor geplante Tour im September 2018 in Deutschland fand jedoch nicht statt.

## Diskografie

### Alben
- 1996: Overdosing (CD)
- 1997: Technophoby (CD)
- 1998: Bio-vital (CD)
- 1999: EVOlution (CD)
- 2000: Mechanical Horizon (CD)
- 2002: Overdosing [Reissue] (CD)
- 2003: Shockwave (CD)
- 2004: BioMechanik (2 CD-Compilation, bestehend aus: Bio-Vital + Mechanical Horizon)
- 2005: Combustion (CD)
- 2010: Aftermath (CD)
- 2012: DisKonnekt (CD)
- 2016: Dark Passenger (CD)

### EPs
- 2002: Phoenix (Out of Line)

### Singles
- 2000: Reflect in Silence (Bloodline / Metropolis)
- 2016: Waiting for the Storm